# Islamische Bergkristallarbeiten

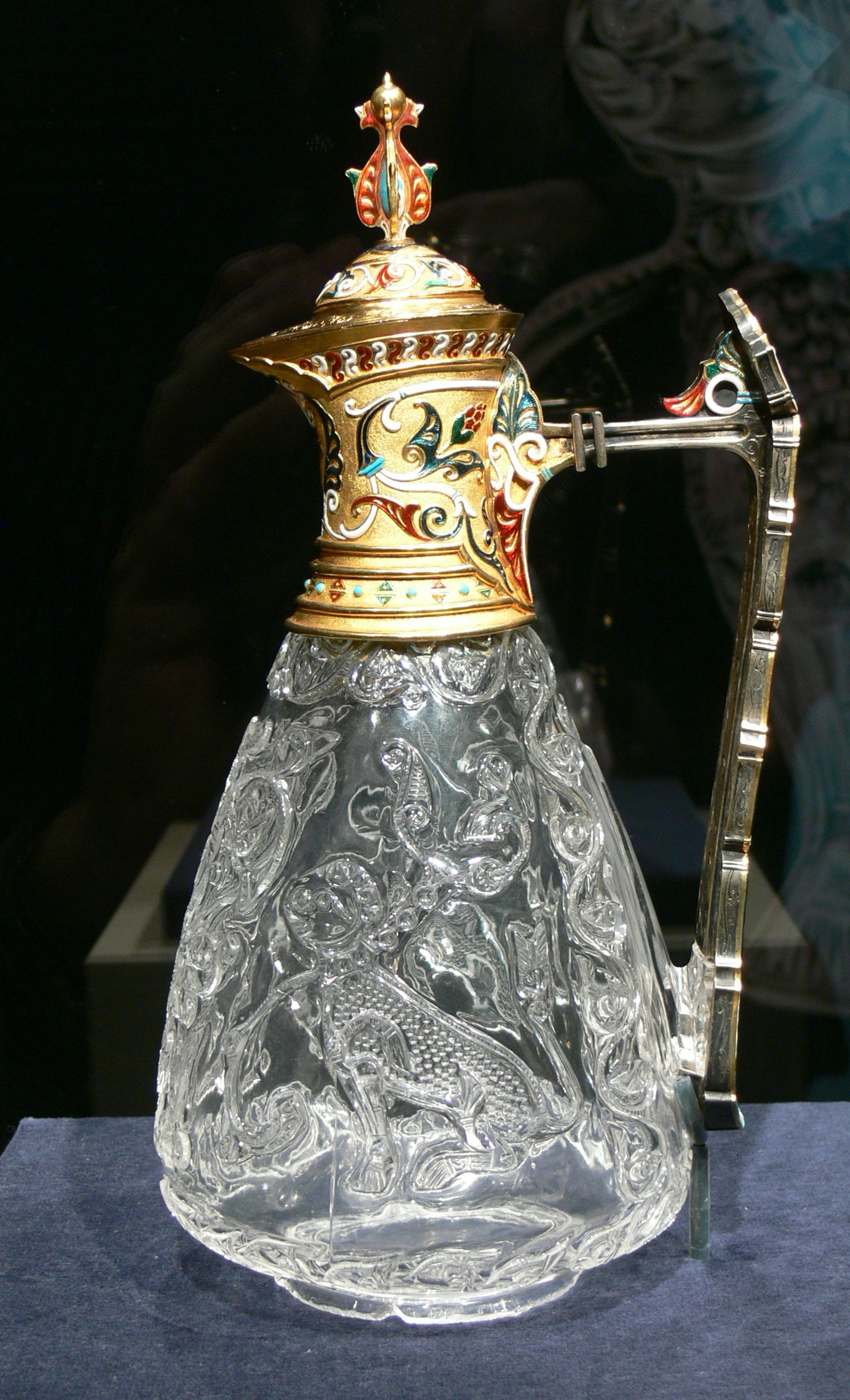
Bergkristallkrug, fatimidisch, 10.–11. Jh., Fassung 1854, Keir Collection

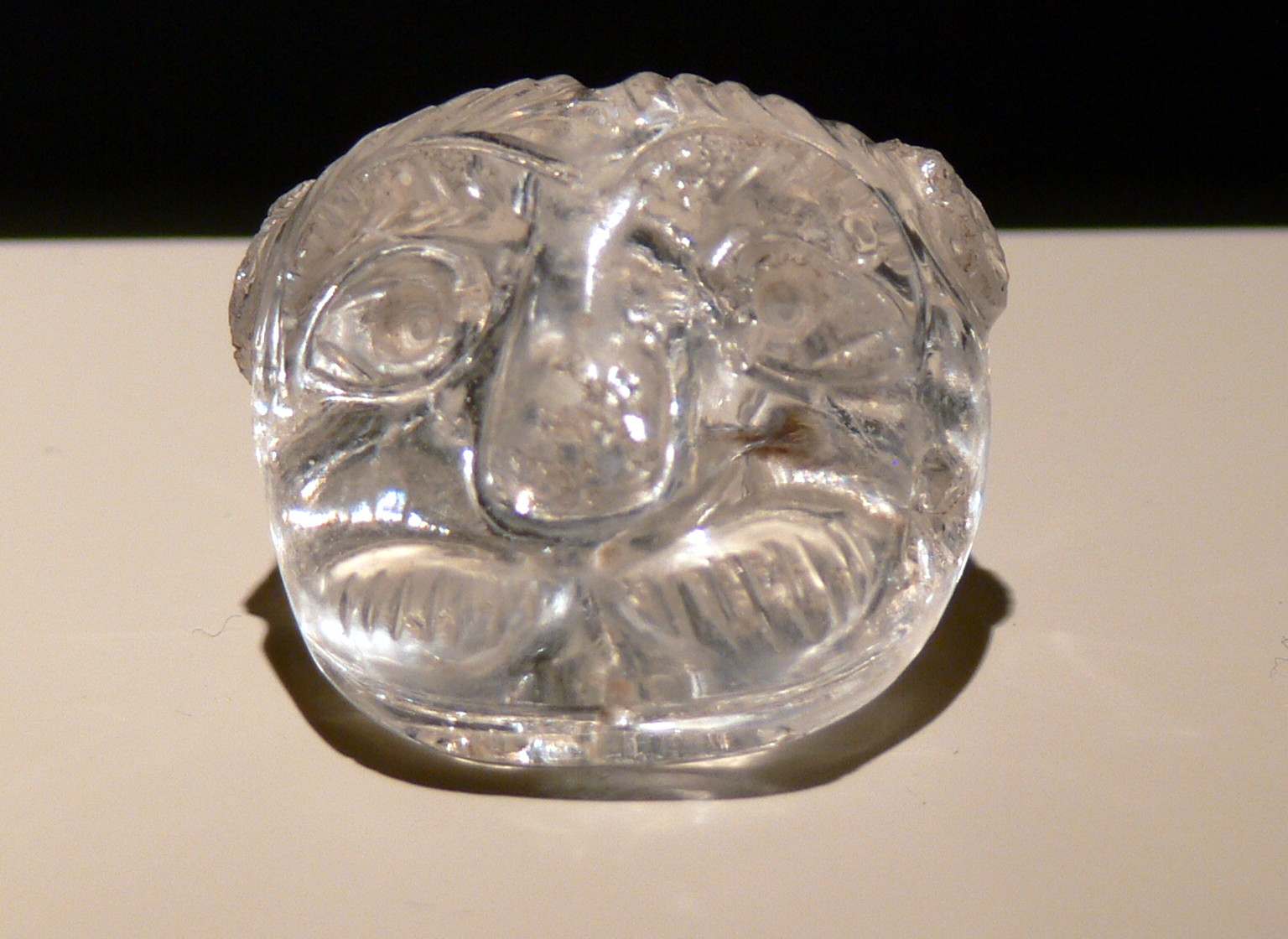
Löwenkopf aus Bergkristall, Knauf, Sizilien, 12. Jh., MIK

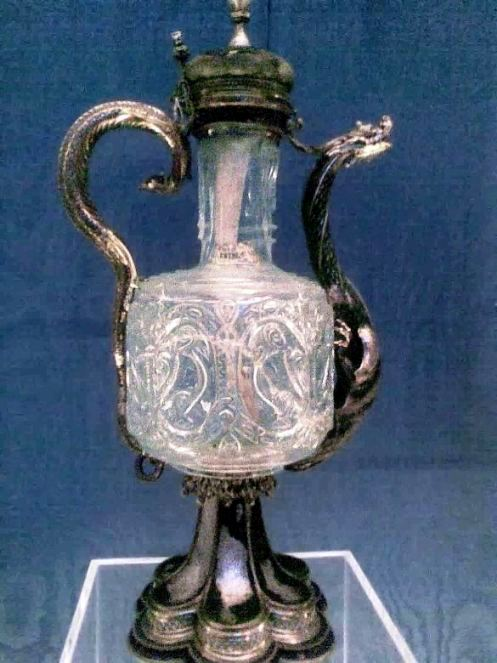
Reliquiar der Hll. Maria Magdalena und Christina, Gefäß fatimidisch, 10.–11. Jh., Fassung Renaissancezeit. Florenz, San Lorenzo

Bergkristall ist die farblose Form des Minerals Quarz. Wegen seiner glasartigen Transparenz, großen Härte und der guten Schneid- und Polierbarkeit wird das Mineral in vielen Kulturen zu Schmucksteinen verarbeitet. Einige besonders schöne Objekte aus Bergkristall befinden sich in der Keir Collection Edmund de Ungers.
Einfach gestaltete Objekte aus Bergkristall sind aus dem Perserreich und aus dem Irak bekannt. Während der Fatimidenzeit wurden in Ägypten herausragende Gegenstände aus Bergkristall angefertigt. Einige wenige dieser Gefäße gelangten auch nach Europa, wo sie – wie andere Erzeugnisse der islamischen Kunst – wegen ihrer Kostbarkeit in Kirchenschätzen aufbewahrt wurden. Die glasklare Transparenz des Materials machte es besonders geeignet zur Aufbewahrung von Reliquien.

## Herstellung
Die Technik des Steinschneidens oder -schleifens ist schon seit dem 5. bis 3. Jahrtausend vor Christus bekannt. Geschnittene Schmucksteine aus Quarz sind in Form von in Form von Rollsiegeln der Assyrer, Gemmen und Kameen aus dem Alten Ägypten, dem antiken Griechenland und der Kunst des Alten Rom bekannt. Über die Phöniker wurde die hoch entwickelte Steinschneidetechnik in der Mittelmeerwelt verbreitet und erreichte im 5. und 4. Jahrhundert v. Chr. einen Höhepunkt.
Der vorgeformte Bergkristall wurde auf einer Unterlage befestigt und an einem rotierenden Zeiger so gewendet und gedreht, dass Schnitte und Vertiefungen entstanden. Die kugel-, kegel- oder rädchenförmigen Zeiger waren aus relativ weichem Eisen und wurden in unterschiedlichen Größen, Formen und Stärken angefertigt und in Öl und Steinstaub als Schleifmittel getaucht. Details wurden mit feineren Werkzeugen herausgearbeitet. Zum Abschluss wurde die Kristalloberfläche glänzend poliert. Die gleiche Technik wurde auch zur Herstellung geschnittener Glaswaren verwendet.

## Formen
Besonders große und reine Kristalle waren selten und kostbar, deshalb geht man heute davon aus, dass die Bergkristall-Objekte ausschließlich als Auftragsarbeiten für die fatimidischen Herrscher und Mitglieder ihres Hofs hergestellt wurden. Miniaturfläschchen sind ebenso erhalten wie größere Gefäße unterschiedlicher Form bis hin zu großen, besonders aufwändig gestalteten Kannen. Viele der Objekte tragen Inschriften und nennen gelegentlich den Namen des Herrschers, so dass sie datiert werden können. Erhaltene Palastinventare geben einen Eindruck von der Vielfalt und dem Reichtum der am Fatimidenhof gesammelten kostbaren Gegenstände, die bei der Plünderung der Palastschatzkammern durch unbezahlte Söldner 1067–1069 verloren gingen.

## Islamische Bergkristallobjekte in Europa
In europäischen Kirchenschätzen aufbewahrte Bergkristallgefäße aus fatimidischer Zeit wurden wegen ihrer Kostbarkeit und symbolträchtigen Durchsichtigkeit geschätzt: Das fast ungehindert durch den Kristall tretende Licht galt als Symbol der Reinheit von der Erbsünde, so dass Gefäße aus diesem Material sich besonders für Reliquiare eigneten. Meist wurden die Objekte daher kunstvoll in Edelmetall neu gefasst und mit Edelsteinen oder Emaille verziert. Mehrere Bergkristallgefäße aus fatimidischer Zeit sind in den Stiftungen beispielsweise der Dome von Halberstadt und Quedlinburg erhalten geblieben.